# ديك ماك أوليف
ديك ماك أوليف (بالإنجليزية: Dick McAuliffe) هو لاعب كرة قاعدة أمريكي، ولد في 29 نوفمبر 1939 في هارتفورد في الولايات المتحدة، وتوفي في 13 مايو 2016 في فارمنغتون في الولايات المتحدة بسبب سكتة.

## وصلات خارجية
- ديك ماك أوليف على موقع دوري كرة القاعدة الرئيسي (الإنجليزية)
- ديك ماك أوليف على موقعبيزبول رفرنس.كوم (الدوري الرئيسي) (الإنجليزية)
- ديك ماك أوليف على موقعبيزبول رفرنس.كوم (الدوري الثانوي) (الإنجليزية)
- ديك ماك أوليف على موقع إي إس بي إن.كوم (أم.أل.بي) (الإنجليزية)
- ديك ماك أوليف على موقع مشجعي الرسوم البيانية (الإنجليزية)